# 申能股份
申能股份有限公司（上交所：600642），簡稱申能股份，是在1992年由申能電力開發公司改制而成，從事中國上海及華東地區的電力、石油及天然氣的投資建設和管理。投資項目包括與上海電力合營的「上海外高橋發電有限公司」及「上海吳涇第二發電有限公司」、與中國新星石油和中國海洋石油總公司合營的「上海石油天然氣總公司」。
公司在1993年於上海證券交易所上市，是中國電力能源行業首家上市公司。

## 連結
- 申能股份有限公司 （页面存档备份，存于）